# Gabriel de Guénégaud
Pour les articles homonymes, voir Guénégaud.
Gabriel de Guénégaud, seigneur du Plessis-Belleville (natif de Saint-Pourçain, mort 6 février 1638) était le trésorier de l'épargne de France.

## Biographie
Il était au sommet de sa carrière par sa fonction de trésorier de l'épargne de octobre 1626 à février 1638.
Il épousait le 24 novembre 1604 Marie de la Croix, dame du Plessis-Belleville (morte en janvier  1655). 
Il est le père de :
- Henri du Plessis-Guénégaud,
- Claude (mort le 13[3] décembre 1686[4]), marquis de Plancy, conseiller du roi en ses conseils, trésorier de l'épargne prête serment le 13 avril 1643[5], condamné par la chambre de justice de 1665, épouse Catherine Alfonsine Martel de Montpinçon en 1637 ;
- François (né à Meudon le 10 septembre 1612[6], mort le 28 janvier 1661[7]) seigneur de Lonsac/Lonzac, reçu conseiller au parlement de Paris en la troisième chambre des enquêtes, le 2 mars 1640[8], reçu président aux enquêtes en 1645. Sans postérité ;
- Renée, qui épouse Jean de Sève, seigneur de Plottart, conseiller au parlement de Paris reçu le 9 juillet 1621, président en la Cour des Aides reçu le 18 décembre 1636 ;
- Marie (née le 24 novembre 1618[réf. souhaitée], morte en 1644) qui épouse par contrat le 2 avril 1639[9] Claude Le Loup (mort à la bataille de Nordlinguen en 1645), sieur de Bellenave, maréchal des camps et armées du roi ;
- Madeleine, qui épouse le 6 février 1645[10] César Phoebus d'Albret (né en 1614, mort à Bordeaux le 3 septembre 1676), comte de Miossens, maréchal de camp en 1645, lieutenant-général en 1650, capitaine des gendarmes de la garde en 1652, maréchal de France par lettres du 15 février 1653, chevalier des ordres du roi le 31 décembre 1661, gouverneur de Guyenne en 1670[11], à qui Henri du Plessis-Guénégaud cède l'hôtel d'Albret, aux nos 29bis et 31 rue des Francs-Bourgeois ;
- Jeanne (morte le 4 décembre 1689 à 69 ans) fait profession à l'Hôtel-Dieu sous le nom de Marie de la Croix le 24 août 1636, pourvue prieure de l'Hôtel-Dieu de Pontoise par résignation en sa faveur de Bonaventure de Dampont par le roi  le 2 décembre 1643, prieure en exercice du 29 janvier 1647 au 4 décembre 1686[12].